# Angelina (Fußballspielerin)
Angelina Alonso Costantino, oder einfach nur Angelina (* 26. Januar 2000 in Jersey City, New Jersey, USA), ist eine brasilianisch-US-amerikanische Fußballspielerin.

## Karriere

### Verein
Ihre Karriere begann beim FC Santos, bei welchem sie ab der Saison 2017 aktiv war. Nachdem sie dann für die Saison 2020 zu Palmeiras wechselte, war sie ab der Spielzeit 2021 in den USA bei OL Reign unter Vertrag.
Im Juli 2022 erlitt Angelina einen Riss des vorderen Kreuzbandes und des Außenmeniskus im rechten Knies und konnte in der Folge elf Monate kein Spiel bestreiten.
Zur Saison 2024 wechselte Angelina zu Orlando Pride. Ihr erstes Spiel für ihren neuen Klub bestritt Angelina am 16. März 2024 beim Racing Louisville FC. In dem Treffen stand sie neben drei weiteren Brasilianerinnen in der Startelf.

### Nationalmannschaft
Mit der brasilianischen U17 nahm sie an der Weltmeisterschaft 2016 teil und erhielt drei Einsätze in der Gruppenphase, nach der ihre Mannschaft dann auch ausschied. Später nahm sie mit der brasilianischen U20 an der Weltmeisterschaft 2018 teil und bekam hier wieder drei Einsätze, schied mit ihrem Team aber erneut bereits nach der Vorrunde aus. Bei der Südamerikameisterschaft 2020 gewann sie mit ihren Mitspielerinnen dann aber alle Partien.
Bei der brasilianischen A-Nationalmannschaft hatte sie ihr Debüt im Jahr 2021. Nach einigen Freundschaftsspieleinsätzen kam sie auch bei dem Olympiaturnier der Spiele 2020 zum Zug und wurde für den Kader nominiert. Dort erhielt sie Einsätze in zwei Gruppenspielen sowie der Viertelfinalniederlage gegen Kanada. Ein Jahr später bekam sie dann auch einen Platz im Kader der Mannschaft bei der Copa América 2022. Hier kam sie in drei Gruppenspielen und den späteren Partien zum Einsatz. Am Ende gewann sie mit ihrer Mannschaft das Turnier mit einem 1:0-Sieg über Kolumbien im Finale und wurde so Südamerikameister. Dies qualifizierte ihre Mannschaft dann zugleich zudem noch für die Weltmeisterschaft 2023.
Am 27. Juni 2023 wurde sie zunächst als Reservespielerin für den WM-Kader nominiert. Am 18. Juli wurde sie für die verletzungsbedingt ausgefallene Nycole nachnominiert.
Im Juli 2024 reiste Angelina mit der Auswahl als Teil des Olympiakaders nach Paris. Insgesamt bestritt Yasmim bei den Spielen vier von sechs möglichen Spiele, welche sie ins Finale und zum Gewinn der Silbermedaille führten. Davon stand sie zwei Mal in der Startelf.
Bei der Copa América der Frauen 2025 bestritt Angelina fünf von sechs möglichen Einsätzen, ein Tor, und konnte mit der Auswahl den Titel verteidigen.

## Erfolge
Nationalmannschaft
- Silbermedaille bei den Olympischen Spielen: 2024
- Copa América: 2022, 2025

Seattle Reign
- NWSL Shield: 2022
- The Women's Cup: 2022